# ای‌ام-مارک
ای‌ام مارک (به انگلیسی: AM-Mark) یکای پولی بود که توسط متفقین جنگ جهانی دوم پس از عملیات سگ وحشی در سال ۱۹۴۴ در آلمان تحت اشغال متفقین صادر شد.

## نگارخانه

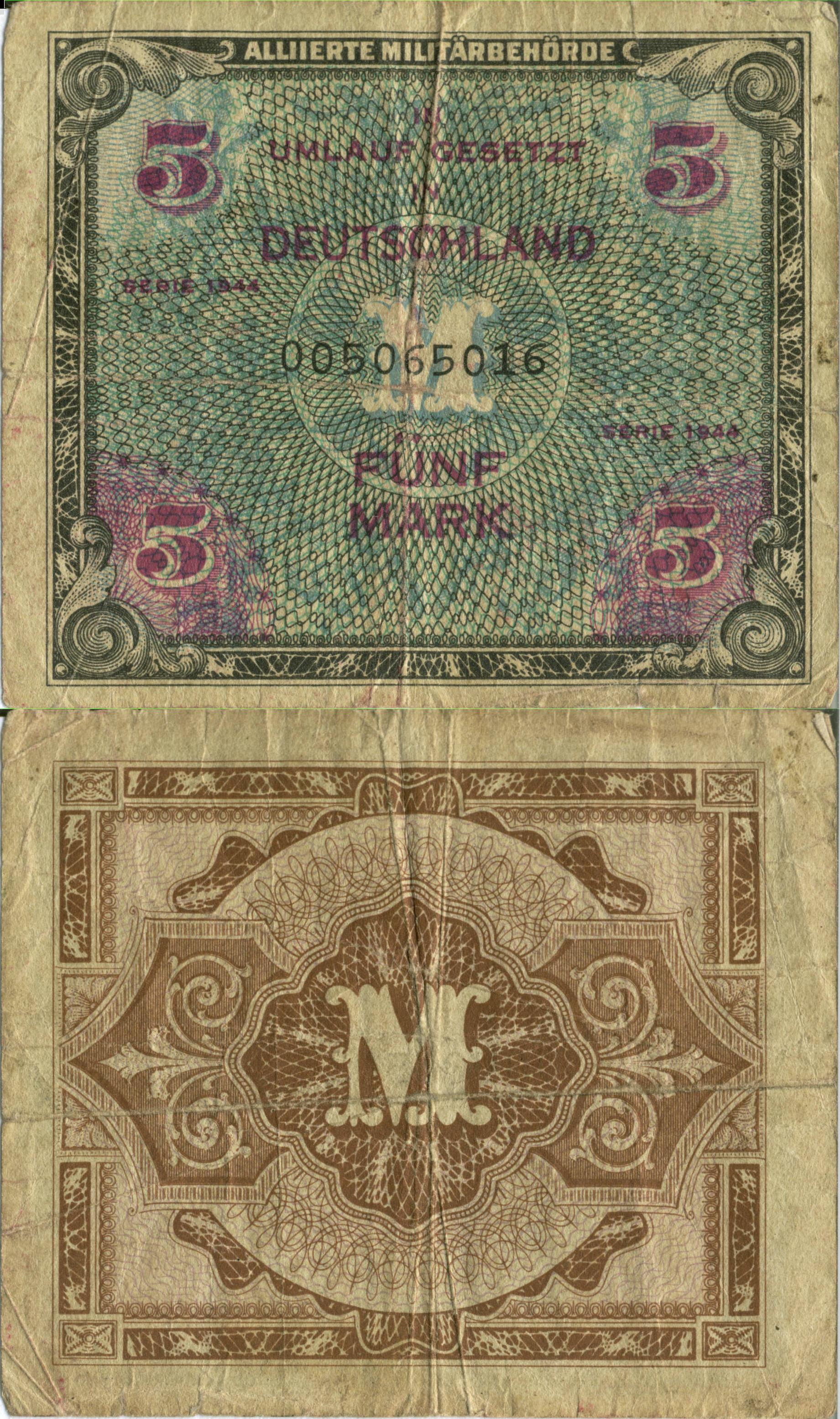